# Амалиендорф-Альфанг
Амалиендорф-Альфанг (нем. Amaliendorf-Aalfang) — ярмарочная коммуна (нем. Marktgemeinde) в Австрии, в федеральной земле Нижняя Австрия.
Входит в состав округа Гмюнд. Население составляет 1168 человек (на 31 декабря 2005 года). Занимает площадь 8,03 км². Официальный код — 30902.

## Политическая ситуация
Бургомистр коммуны — Карл Прохаска (СДПА) по результатам выборов 2005 года.
Совет представителей коммуны (нем. Gemeinderat) состоит из 19 мест.
- СДПА занимает 14 мест.
- АНП занимает 5 мест.

## Известные уроженцы
- Лаура Камхубер — фолк-певица.